# Bolzano Open 1993
L'ATP Bolzano 1993 è stato un torneo di tennis giocato sul sintetico. È stata la 2ª edizione dell'ATP Bolzano, che fa parte della categoria World Series nell'ambito dell'ATP Tour 1993. Il torneo si è giocato a Bolzano in Italia, dall'11 al 17 ottobre 1993.

## Campioni

### Singolare maschile
Jonathan Stark ha battuto in finale  Cédric Pioline con il punteggio di 6–3, 6–2

### Doppio maschile
Hendrik Jan Davids /  Piet Norval hanno battuto in finale  David Adams /  Andrej Ol'chovskij con il punteggio di 6–3, 6–2